# Prosoeca flavipennis
Prosoeca flavipennis är en tvåvingeart som beskrevs av Robert W. Lichtwardt 1910. Prosoeca flavipennis ingår i släktet Prosoeca och familjen Nemestrinidae. Inga underarter finns listade i Catalogue of Life.